# Alimemazină
Alimemazina (denumită și trimeprazină) este un antihistaminic H1 derivat de fenotiazină, fiind utilizat în tratamentul reacțiilor alergice asociate cu prurit. Prezintă și unele proprietăți sedativ-hipnotice.
În Rusia, este utilizat în tratamentul tulburărilor de anxietate și al nevrozelor.

## Utilizări medicale
Alimemazina este indicată în:
- Tratamentul pruritului de diverse cauze (alergii, dermatite, urticarie)
- Ameliorarea simptomelor alergice (rinită alergică, conjunctivită alergică)
- Ca sedativ ușor și hipnotic, în special la copii (pentru insomnie sau anxietate ușoară)
- Premedicație înainte de intervenții chirurgicale (pentru efectul sedativ)
- În Rusia și alte țări, pentru tratamentul tulburărilor de anxietate și nevrozelor[12][13]

## Dozare și administrare
- Adulți: 10–25 mg de 2–4 ori pe zi (oral), în funcție de indicație
- Copii: 0,1–0,5 mg/kg/doză, de 2–3 ori pe zi (doza maximă și durata se stabilesc de medic)
- Disponibil sub formă de comprimate, sirop și soluție orală[12]

## Mecanism de acțiune
Alimemazina blochează receptorii histaminici H1 la nivel central și periferic, reducând efectele histaminei (prurit, vasodilatație, edem). Prezintă și acțiune anticolinergică, sedativă și ușor anxiolitică, datorită structurii fenotiazinice.

## Efecte adverse și precauții
- Efecte adverse frecvente: somnolență, sedare, uscăciunea gurii, constipație, amețeli, hipotensiune ortostatică
- Efecte rare: reacții alergice, tulburări extrapiramidale (foarte rar), retenție urinară, confuzie (mai ales la vârstnici)
- Poate potența efectul altor depresive ale SNC (alcool, benzodiazepine, opioide)
- Contraindicat la copii sub 2 ani, la pacienți cu glaucom cu unghi închis, retenție urinară, insuficiență hepatică severă[12][13]

## Siguranță și reglementări
- Alimemazina este aprobată și utilizată în Europa, Rusia, Asia și Australia pentru indicațiile menționate.
- Nu este aprobată de FDA în SUA, dar este disponibilă în multe țări sub denumirile comerciale Theralene, Teraligen și altele.
- Utilizarea la copii necesită prudență, dozele fiind adaptate vârstei și greutății.[12]

## Interacțiuni medicamentoase
- Potențează efectul sedativ al altor antihistaminice, alcoolului, barbituricelor, opioidelor și benzodiazepinelor
- Poate interacționa cu anticolinergice, antidepresive triciclice, inhibitori MAO
- Administrarea concomitentă cu alte medicamente care deprimă SNC crește riscul de reacții adverse[12]